# Борис Савов
Борис Савов Келпетков е български фотограф.

## Биография
Роден е на 7 ноември 1886 г. в Устово, като трето дете в семейството на Сава (Щино) Келпетков Щинков и съпругата му Недялка Маркова Келешева, които имат още две по-големи деца Никола (1876 – 11 юли 1959) и Крум (22 октомври 1882 – 1949). Майка им Недялка (Деля) и майката на Стою Шишков са сестри. Дядо му Петко Колев (Кел Петко) е кираджия и се заселва в Устово с 10 катъра от с. Денизлер, Гюмюрджинско. Жени се за Мария – сестра на учителя Петко Гидиджийски, с която имат 12 живи от 18 родени деца. Първият им син е Никола, който построява Келевската къща в Устово и се самоубива през 1874 г., за да не попадне в ръцете на турците, като сподвижник на Васил Левски. Вторият брат е Сава; третият е Алекси; четвъртото дете е Добра; петото е Слава; шесто и седмо са Атанас и Тома (близнаци), Ана, Петко и т.н. Атанас Келпетков, който става свещеник в Устово, е известен и като касиер на капитан Петко войвода, след установяването на войводата в Родопите. Сава Келпетков е кръстен на Сава Стратев (Келеш Саващо), който е техен роднина. Другият им известен роднина е Константин Дъновски – бащата на Петър Дънов.
През 1890 г., на 4-годишна възраст, остават без баща. Помощ му оказва неговият братовчед Стою Шишков. Заедно с брат си Крум построяват къща близнак в центъра на Асеновград. Там се е помещава фотоателието „Фотография Братя Крум и Борис Савови“. До Балканската война, освен при брат си в ателието, често пътува в посока Асеновградска околия и Пловдив да си търси прехраната. Установява се първо в с. Болярци, където имат роднини и започва работа като продавач в бакалницата. Не след дълго заминава в Пловдив и работи в хотел „Париж“ като домакин, поддръжка и сервитьор.
От 1910 г. започва да живее при семейството на брат си Крум в Асеновград през зимата, а през лятото е в Чепеларе, където работи във фотоателието. Участва в трите войни – Балканската, Междусъюзническата и Първата световна война. Там е участник в бойни действия и като фотограф заснема армейски позиции на Преспанското езеро, позиция Томорос, награждаван е многократно. По време на Балканска война работи в с. Ресен, Битолско, където в училището си прави импровизирана фотолаборатория и обработва фотографски плаки. По време на Първата световна война прави много снимки на бойни сцени: артилерийски огън; на наше оръдие, улучено в цевта; на бой с осмокраките (чистене на въшки) и др.
В периода 1918 – 1920 г. е пленник на французите след Първата световна война в Атина. След две години пленничество се завръща в Асеновград, където работят с брат си Крум заедно в ателието като „Братя Савови“.
През 1922 г. се жени за Боряна Черпокова (2 август 1901 – 11 март 1990) – дъщеря на известния и уважаван учител Атанас Черпоков от с. Орехово и съпругата му Цвета. От брака им се раждат трима сина Сава (1924 – 1983) – зъболекар; Атанас (1927 – 1995) – лесовъд; Крум (1930 – 2018) – фотограф. Когато имало много работа в ателието, както в периода 1941 – 44 г., тя помагала като промива снимки, а Крум ги суши.
В Чепеларе през периода 1902 – 1920 г. Крум и Борис живеят на квартира и ползват ателие под наем. След 1922 г. построяват къща близнак в Асеновград. От 1947 г. Борис чрез общината отдава под наем на Градския съд своята половина от къщата до 1978 г. като за това време семейството получава нищожен наем.
След 1932 г. се установява със семейството си в Чепеларе, където работи до края на живота си. През цялото това време живеят в частни квартири под наем. Във фотоателието прави студийни снимки, а извън него снима изгледи от Чепеларе, Пампорово, селищата от Рупчос, строителство на обществени сгради, значими събития, мероприятия. Заснема важни събития в Чепеларе и района на града и целият Смолянски регион. Участва на различни изложения, като Четвърти мострен панаир във Варна, откъдето има диплом, издаден на 1 септември 1935 г. от Варненската търговско-индустриална камара за участие с художествена фотография. Запазено е майсторско свидетелство от Пловдивската търговско-индустриална камара на Борис Савов, роден 1886 г. в Устово, Пловдив, издадено на 8 април 1929 г. под № 18384.
Борис Савов създава цяла галерия от образи в ателието си в Чепеларе – на известни родопчани, писатели, на сватби, родове, родопчанки в прекрасни родопски носии; документира първите стъпки от навлизането на европейския стил в облеклото на местното население, което ни дава представа за миналите времена и е едно истинско етнографско съкровище; строежа на читалища, училища и учащите в тях; на общината и други обществени сгради; пейзажи от Пампорово, Чепеларе, Смолян, Рожен и всички селища от региона.
Умира на 11 август 1962 г.
Личният му архив се съхранява във фонд 520К в Държавен архив – Смолян. Той се състои от 430 архивни единици с негови и на сина му Крум документи.